# پژبندووو (استان وارمی-ماسوری)
پژبندووو (به لهستانی:  Przebędowo) یک روستا در لهستان است که در گمینا للکووو واقع شده‌است. پژبندووو ۶۰ نفر جمعیت دارد.